# Sarah J. Lloyd
Sarah J. Lloyd (nascida em 1896) foi uma artista galesa conhecida pelas suas pinturas de paisagens.

## Biografia
Lloyd nasceu em Laugharne em Carmarthenshire no oeste do País de Gales e viveu na área ao longo da sua vida, com a paisagem local sendo o tema regular das suas pinturas. Lloyd foi autodidacta como artista, embora tenha estudado costura e trabalho com tecidos em tempo parcial no Carmarthen College of Art durante algum tempo. Ela exibiu as suas pinturas principalmente no Women's Institute, WI, em exposições regionais em Carmarthenshire e Pembrokeshire, mas também a nível nacional, ganhando uma medalha de ouro WI em pelo menos uma ocasião. O seu trabalho também foi destaque na exposição itinerante do Welsh Arts Council em 1972, An Alternative Tradition.